# Bünsowska villan

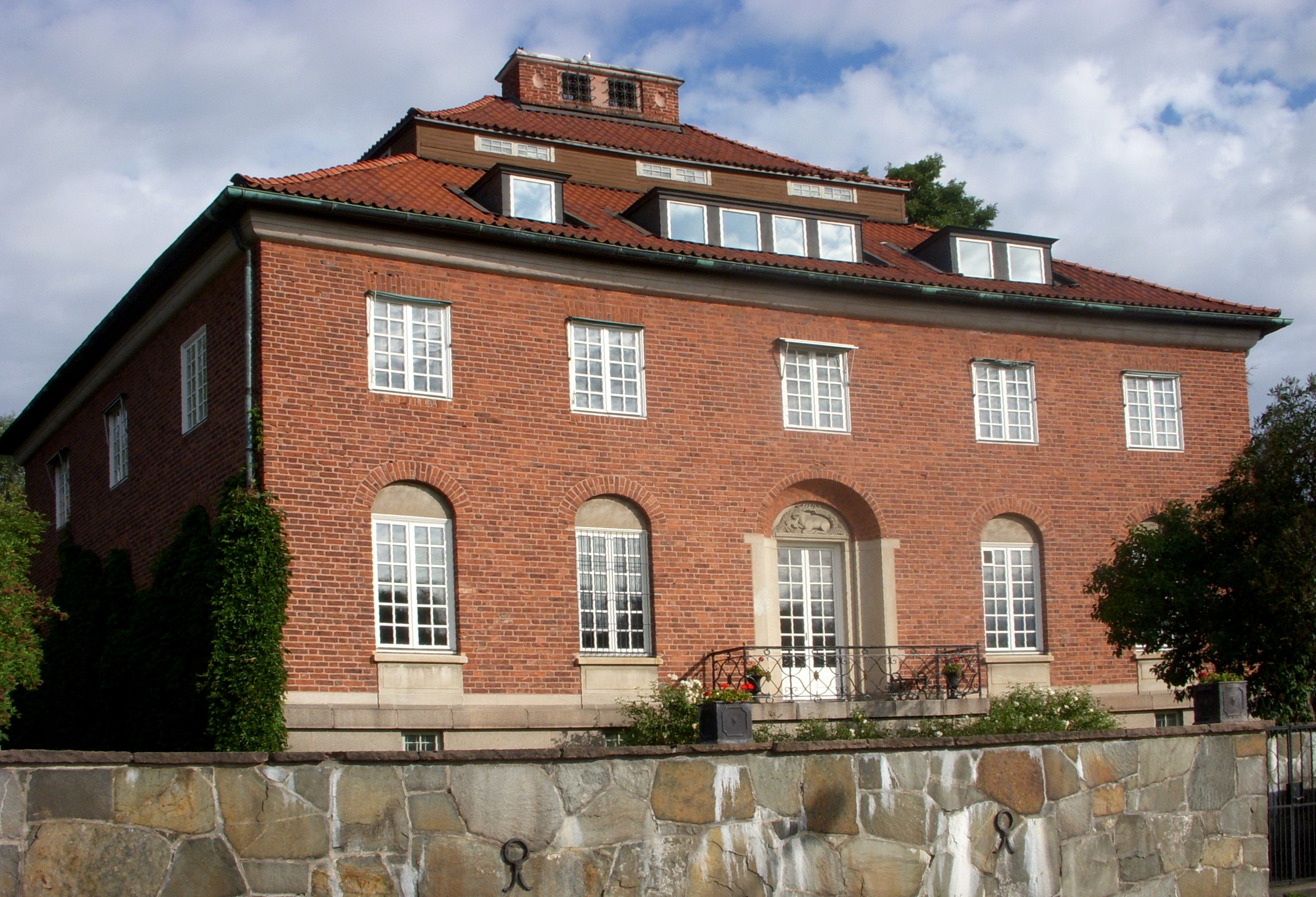
Bünsowska villan 2008

Bünsowska villan eller Konsul Robert Bünsows hus är en byggnad på Nobelgatan 17 (även Dag Hammarskjölds väg 24, fastigheten Ambassadören 5) i Diplomatstaden, Stockholm, ritad av arkitekten Carl Westman, och sedan 2010 känd som den hittills dyraste privatvillan i Sverige.
Idag fungerar Bünsowska villan som Saudiarabiens ambassad, vilka också står som ägare för huset. Detta har lett till vissa tillbyggnader på fastigheten i form av ekonomibyggnader och vaktkur som tidigare inte hört till villans bebyggelse.

## Historia

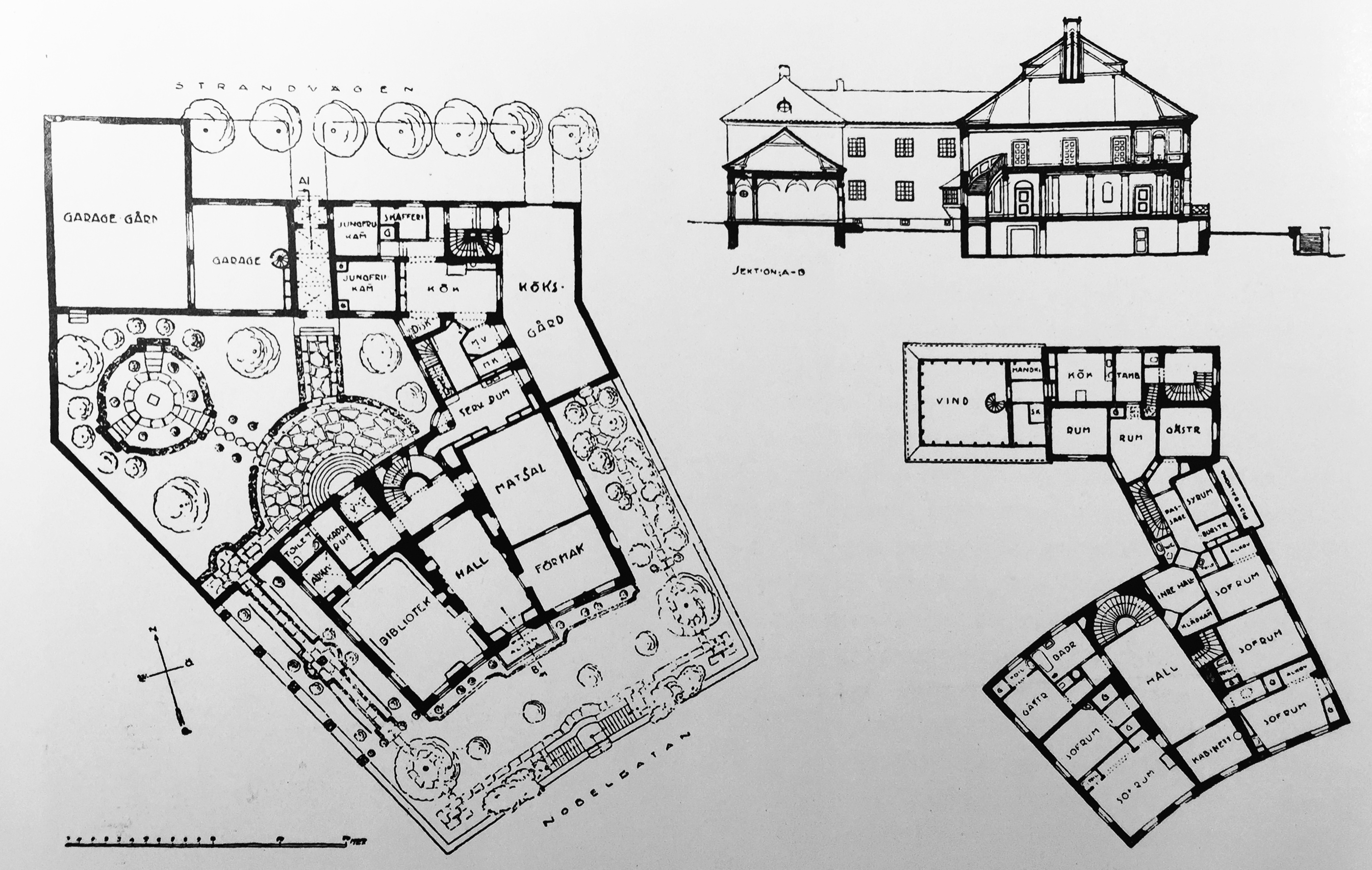
Planer och sektionsritning

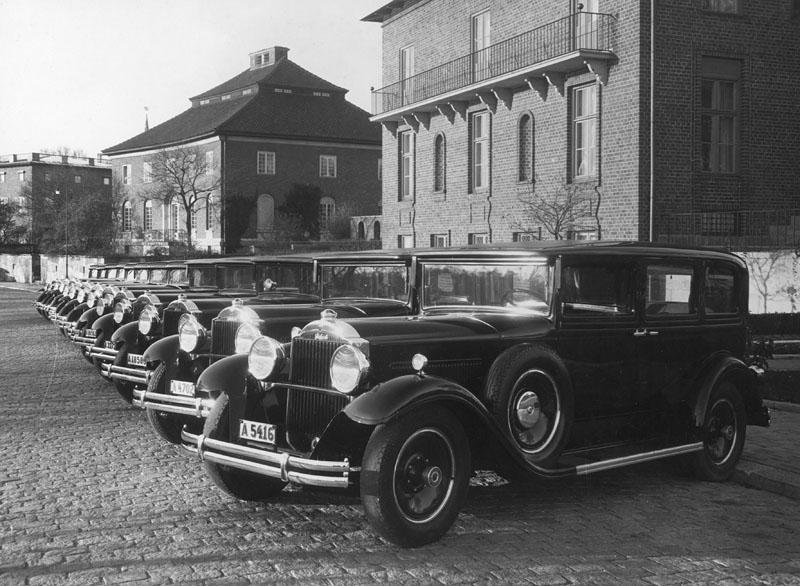
Hyrbilar av modell Packard Eight från Freys Hyrverk nära Bünsowska villan, mellan 1930 och 1934

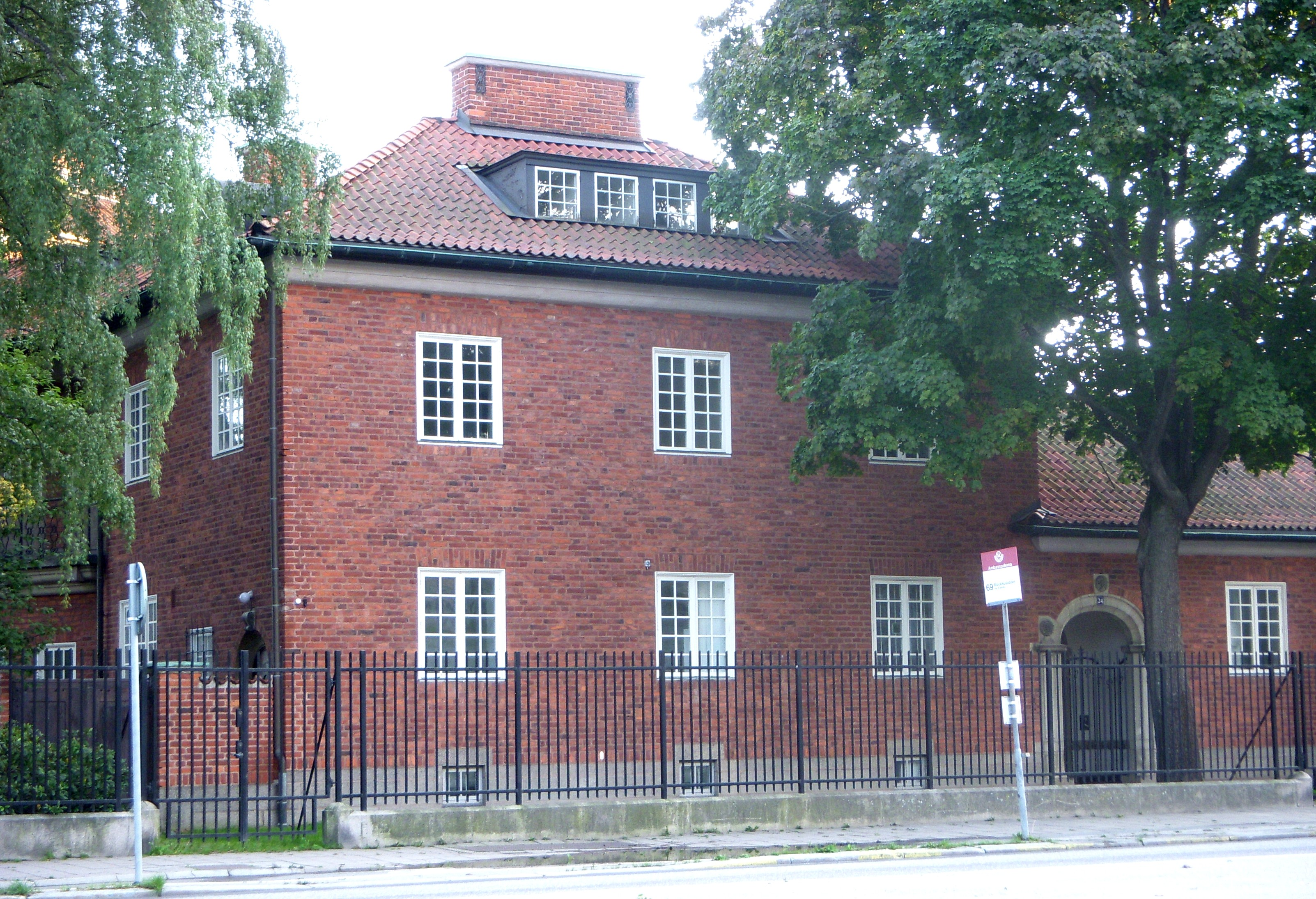
Fasaden mot Dag Hammarskjölds väg

Villan är 1721 kvadratmeter stor och uppfördes 1919 för generalkonsuln Robert Bünsow. Byggnadens arkitektur återspeglar Carl Westmans influenser från den svenska nationalromantiken och 1920-talsklassicismen. Villans fasader är uppförda i rött tegel, som var en föreskrift i stadsplanen, det gav området en enhetlig karaktär. Bünsowska villan har ett säteritak med svängda takfall. Stora, spröjsade franska fönster öppnar en grandios utsikt över Djurgårdsbrunnsviken.
Åren 1939–1968 hyrdes villan ut åt brittiska ambassaden, därefter flyttades verksamheten till nuvarande ambassadbyggnad vid Skarpögatan. Senare såldes villan till staten för att inhysa Operahögskolan. År 1993 överläts villan från statliga Byggnadsstyrelsen till Akademiska hus för 15,5 miljoner kronor och 2002 såldes den till fastighetsinvesteraren Lars Edman för 81 miljoner kronor. Edman tecknade 2007 kontrakt om att sälja fastigheten till den filippinske hotelldirektören Clarence S. B. Tan för 115 miljoner kronor, men transaktionen slutfördes aldrig. I augusti 2010 meddelades att den istället sålts till saudiarabiska staten för 113 miljoner kronor. Arkitektkontoret Strategisk Arkitektur fick i uppdrag att omarbeta villan för den saudiska ambassaden. I mars 2012 lades villan åter ut till försäljning till priset 147 miljoner kronor. Villan ägs 2024 alltjämt av Saudiarabiens ambassad.
Bünsowska villan användes under 1990-talet i SVT-såpan Rederiet, som "kuliss" för familjen Dahléns konkurrenter Remmer Lines huvudkontor. Fastigheten är blåmärkt av Stadsmuseet i Stockholm vilket betyder "att bebyggelsen bedöms ha synnerligen höga kulturhistoriska värden".